# Vibi Pòstum
Vibi Pòstum (en llatí: Vibius Postumus) va ser un magistrat romà del segle i. Formava part de la gens Víbia, una gens romana d'origen plebeu.
Va ser nomenat cònsol sufecte l'any 5. Va derrotar els dàlmates l'any 10 i per les seves victòries va aconseguir els honors del triomf. És mencionat per Dió Cassi, Vel·lei Patercul i Luci Anneu Flor.